# Ricky Ross
Ricky Ross (né Richard Alexander Ross le 22 décembre 1957 à Dundee) est un auteur-compositeur-interprète, chanteur et guitariste de rock, principalement connu comme membre du groupe Deacon Blue. Il a également enregistré plusieurs albums solos. Il a également écrit pour et avec James Blunt, Ronan Keating, KT Tunstall, Gareth Gates, Emma Bunton et de nombreux autres.

## Discographie solo
- 1984 : So Long Ago
- 1996 : What You Are
- 1997 : New Recording
- 2002 : This Is the Life
- 2005 : Pale Rider
- 2013 : Trouble Came Looking
- 2017 : Short Stories Vol. 1
- 2022 : Short Stories Vol. 2